# Oleg Marshev
Oleg Marshev (Bacu, 1961) é um pianista russo.
Tem cerca de 30 discos, produzidos principalmente pela gravadora dinamarquesa Danacord. A maioria deles são dedicados à música russa, incluindo uma coleção completa de composições para piano de Sergei Prokofiev, todos os concertos Tchaikovsky e Rachmaninoff, bem como uma série de obras raras - em particular, concertos de Mily Balakirev e Paul Pabst. Além disso, os críticos aclamaram Marshev como um excelente intérprete de música de Alexander Scriabin.
Outro trabalho notável de Marshev são seus seis discos com a música de Emil Von Sauer, incluindo todas as suas composições para piano, na maioria das vezes gravadas pela primeira vez. Marshev também escreveu muitas composições de compositores dinamarqueses, tais como Otto Malling, Victor Bendix, Rudolf Simonsen, Rudolf Simonsen e outros. Os revisores notam no trabalho de Marshev a capacidade de preencher com o claro significado de passagens virtuosas com clareza de articulação.

## Biografia
Estudou inicialmente na Gnesin School com Valentina Aristova.Continuou seus estudos no Conservatório de Moscou com Mikhail Voskresensky, tendo alcançado o título de 'Doutor em Performance' em 1988.
Foi premiado em Concursos de Piano realizados nos Estados Unidos, Canadá, Espanha, Portugal e Itália.Por 4 vezes obteve o primeiro lugar.
Em 1991 apresentou-se pela primeira vez em Nova Iorque, num recital no Alice Tully Hall, no Lincoln Center.
Sua gravação de toda a obra para piano solo de Prokofiev tem recebido elogios da crítica especializada.Gravou também os 4 Concertos para Piano e a Rapsódia sobre um Tema de Paganini de Rachmaninov, 2 Concertos para Piano de Shostakovich, 5 Concertos para Piano de Prokofiev, o Concerto nº1 de Balakirev, os Concertos nºs 3 e 4 de Anton Rubinstein, 2 Concertos para Piano de Liszt, o 2º Concerto para piano de Emil von Sauer, Concertos para Piano de importantes compositores da Dinamarca, além de música para piano solo de Schubert, Brahms, Liszt, Emil von Sauer, Richard Strauss e Shostakovich
Desde 1991, reside na Itália.